# ギドン・サール
ギドン・サール（Gideon Sa'ar、1966年12月9日 - ）は、イスラエルの政治家、国会議員。現在、同国外務大臣。政党新しい希望(ニューホープ)の党首。以前はリクードに所属していた。教育大臣、内務大臣を務めた経験をもつ。また弁護士の資格をもっている。

## 政界入り前
ギドン・モーシェ・サレチャンスキーという名でテルアビブに生まれる。母のブルリヤはブハラ系ユダヤ人の子孫にあたり、父シュムエルは1960年代中ごろにアルゼンチンからイスラエルへ帰還したユダヤ人で、小児科医であった。弟と妹が一人ずついる。2歳の時、家族でイスラエル南部のミツペ・ラモンに移住し2年を過ごした後、同じく南部のキブツ・スデー・ボケルへ移り住んで5年間を過ごした。その後、再びテルアビブに戻り、現在に至る。父シュムエルはキブツ・スデー・ボケル滞在中、そのキブツの医者として働いた。1982年、ギドンが16歳の時に両親は離婚した。 
高校時代、右派政党「テヒヤー（ヘブライ語で復活の意）」を支持し、政治活動を行い、さらには中高生支持者の代表者として選ばれた。 
1987年に軍隊に入隊、ゴラニー旅団に従事するも訓練中に負傷し、しばらく情報収集部隊へ回されることとなった。その後、ゴラニー旅団に復帰、退役後も36歳まで予備役に従事した。 
軍隊退役後、たった2年間でテルアビブ大学政治学科学士を優秀な成績で修了した。大学中、右派であるにも関わらず、週刊誌「ハオーラム・ハゼ」の記者として採用され、政治コラムを担当、ペンネームは「タフテフェット（טפטפת）」だった。その後1年半、新聞社「ハダショット（חדשות）」の新聞記者として、主に政党問題を取り扱った。1993年テレビ局「アルーツ・シュタイム」立ち上げに際し、法律分野の新聞記者として、その一端を担った。 
その後、テルアビブ大学で法学を学び、1995～1997年に国家法律顧問ミハエル・ベン・ウーリーの助手として、1997～1998年には国家検事エドナー・アルベルのもとで働いた。1999年初め、第一次ネタニヤウ政権の政府秘書に任命され、半年後の選挙敗北による政権交代までその役を担った。 
その後、個人弁護士事務所を設立するも、2001年第一次シャロン政権が誕生し、再び政府秘書に任命される。 
サールは、第二次インティファーダーに伴って起きたジェニンの戦いやイスラエル軍の「盾の壁作戦」に、ミッチェル調査団を送ろうとする試みを防ぐ役目にあった。

## 政界入り後
2003年第16次国会の選挙で国会議員になり、第二次シャロン政権にて連立政党の援助代表となった。ガザ撤退に反対し、2度役職を辞任するも、シャロンの頼みにより再び帰ってくる。2006年の1月12日、リクード党内選挙で5番目に選ばれ、第17次国会選挙で2度目の国会議員当選を果たした。国会副議長に選ばれ、また2006年5月には女性地位推進委員会の議長に、会設立以来初めての男性として選ばれた。 
その後教育大臣、内務大臣を歴任した。 
2014年に「休憩する」と言って大臣と議員を辞職した。2013年1月の第19回クネセト選挙ではリクードはイスラエル我が家(イスラエル・ベイテイヌ)と政党連合「リクードとイスラエル・ベイテイヌ」を組んでいたため、繰り上げで比例名簿順位が次点だったイスラエル我が家のLeon_Litinetskyが当選。2015年3月の第20回クネセト選挙には立候補しなかった。2017年に政界とリクードへの復帰を表明。2018年10月、ネタニヤウ首相はサールが次選挙後に首相の座を狙っていると言い、激しく非難する。サールは誤った疑いがかけられていると主張。2019年2月の党内比例名簿予備選挙で5位になった。
2019年4月の第21回クネセト選挙ではリクードは35議席を獲得した。サールはこの一部として当選した。誰も多数派を形成することができず解散法が可決されて議会はまた解散された。
2019年9月の第22回クネセト選挙ではリクードは32議席を獲得した。サールはこの一部として当選した。今回も誰も多数派を形成することができず、期限が来て議会はまた解散された。。
サールは党首のネタニヤフに挑戦して、解散と総選挙が確定する前に党首選挙を行うことを提案した。サールは「私が党首になれば、これ以上の解散総選挙をせずに過半数をまとめて政権を成立させることができる」と主張した。ネタニヤフの陣営は「サールがネタニヤフを退陣させようとしている左翼やメディアと手を組んでいる」と批判した。解散と総選挙が確定したあとの2019年12月26日にリクードの党首選挙が行われた。ネタニヤフは72.5%の票を得て、サールは27.5%の票を得た。ネタニヤフが党首を続けることが決まった。
2020年3月の第23回クネセト選挙ではリクードは36議席を獲得した。サールはこの一部として当選した。二大政党のリクードと「青と白」は大連立を組むことを決め、2020年5月にネタニヤフとガンツの政権(第35代政府)が成立した。ネタニヤフはこの政権ではサールを内閣に入れなかった。
2020年12月にリクードの反ネタニヤフ派を率いて離党し、次の選挙で新党から立候補するため議員辞職し、新しい希望(ニュー・ホープ)という政党を作り、その党首になった。2020年12月23日までに予算案が可決されず、予算案の可決期限を延長する法案も否決されたため、解散と総選挙が決まった。
2021年3月の第24回クネセト総選挙でサールの新党新しい希望(ニュー・ホープ)は6議席分の票しか得られなかった。サールはこの一部として当選した。この選挙の結果6月13日に成立したベネットとラピドの政権(第36代政府)でニューホープはリクードを含まない与党の一部として協力し、サールは法務大臣を務めた。
2022年7月、青と白のガンツと新しい希望(ニューホープ)のギドン・サールは次の選挙のために「青と白ニューホープ」という政党連合を作った。のちに無所属としてガディ・エイゼンコットとマタン・カハナが加わって国民統一(ナショナルユニティ)という政党連合になった。
2022年11月の第25回クネセト総選挙ではベニー・ガンツが率いるイスラエル回復党を中心にした政党連合国民統一の一部として参加し、合わせて12議席分(イスラエル回復6とニューホープ4と無所属2)の票を獲得した。リクードが32議席で第一党に、リクードを中心とした右翼ブロックは合わせて64議席で過半数になり、2022年12月に第6次ネタニヤフ内閣(第37代政府)が成立した。政党連合国民統一は野党になった。
2023年10月7日にハマスやイスラム聖戦がイスラエルに侵入して攻撃したあと、この事態に対処するため野党を招き入れる挙国一致内閣が検討され、政党連合国民統一もこれに参加することになった。ベニー・ガンツは投票権を持つメンバーとして、ガディ・エイゼンコットはオブザーバーとして戦時内閣に参加できたが、サールは参加できなかった。サールは安全保障内閣にのみ参加した。これで与党は76議席になって、イタマル・ベン-グヴィルの6議席の政党ユダヤの力(オツマ・イェフディット)とベザレル・スモトリッチの7議席の政党宗教シオニスト党の両方が与党を離脱したとしても63議席で過半数以上を維持できるようになり、彼らは連立離脱を交渉カードにしてネタニヤフを脅すことが難しくなった。
サールはより重要な決定に関わるために自身も戦時内閣に入れるよう要求していたが叶えられなかったため、新しい希望(ニューホープ)は2024年3月12日に政党連合国民統一を離脱し、3月25日に安全保障内閣から離脱し、野党に戻った。
6月、ガンツの政党連合国民統一も与党を離脱することを決め、野党に戻った。
2024年9月29日、ヒズボラとの全面戦争を始めるために挙国一致内閣を作ろうという呼びかけに応えて、サールの4議席の政党ニューホープは、ネタニヤフの連立政権に無任所大臣(ポートフォリオのない大臣、担当する省庁のない大臣)として加わることを決めた。これで連立政権はクネセト(国会)の120議席のうち68議席になり、イタマル・ベン-グヴィルの6議席の政党ユダヤの力(オツマ・イェフディット)やベザレル・スモトリッチの7議席の政党宗教シオニスト党が連立離脱を交渉カードにしてネタニヤフを脅すことが単体では難しくなった。また、超正統派(ハレディ)を徴兵する法案に反対している超正統派の11議席の政党シャスや超正統派の7議席の政党ユダヤ・トーラ連合の影響力も小さくなる。
同年11月5日、対ハマース戦争の進め方に対する見解の相違を理由にネタニヤフ首相がヨアヴ・ガラントを国防大臣から解任した。ネタニヤフはそれまで外務大臣を務めていたイスラエル・カッツを横滑りで国防大臣に任命し、サールを外務大臣に任命した。サールはネタニヤフと連立協定に署名し、正式の連立となった。